# Xã Brookfield, Quận Trumbull, Ohio
Xã Brookfield (tiếng Anh: Brookfield Township) là một xã thuộc quận Trumbull, tiểu bang Ohio, Hoa Kỳ. Năm 2010, dân số của xã này là 8.854 người.